# Исчезновение (фильм, 2002)
Исчезновение (англ. Disappearance) — американский телевизионный художественный фильм, поставленный режиссёром Уолтером Кленхардом. Премьера фильма состоялась 21 апреля 2002 года на телеканале Turner Broadcasting System. Впоследствии фильм был выпущен на DVD.

## Сюжет
Во время поездки по Неваде семья из пяти человек обнаруживает странный заброшенный город под названием Уивер, не значащийся ни на одной из новых карт. Волею случая им приходится провести там ночь. Наутро семья обнаруживает пропажу своего автомобиля. Дальнейшие события изменят всю их дальнейшую жизнь, ведь в Уивере обитает незримый ужас.

## В ролях
| Актёр            | Роль        |
| ---------------- | ----------- |
| Гарри Хэмлин     | Джим Хенли  |
| Сьюзан Дей       | Пэтти Хенли |
| Джереми Леллиотт | Мэтт Хенли  |
| Базия Э’Герн     | Кэйт Хенли  |
| Джэми Крофт      | Итан        |

## Производство
Фильм снимался в Австралии.

## Оценки
Кинокритик Скотт Вейнберг назвал «Исчезновение» самым скучным и затянутым телефильмом в мире.